# Моринский, Владимир Александрович
Владимир Александрович Моринский (24 июня 1883 года, Санкт-Петербург — 15 сентября 1937 года, Казахстан) — священник, святой Русской православной церкви, причислен к лику святых как священномученик в 2000 году для общецерковного почитания.

## Биография
Рано осиротел, был отдан на воспитание в патронажный частный церковный хор. В 1903 году вместе с церковным хором переехал в Москву, пел в московских храмах. В 1912 году получил место учителя пения в городе Клину Московской губернии. Одновременно в течение полугода был регентом соборного хора. Затем переехал в селе Спас-Квашонки Калязинского уезда Тверской губернии, преподавал пение в местной школе, возглавлял церковный хор.
В 1916—1917 годах служил рядовым в 238-м запасном стрелковом пехотном полку в Орле. В 1917 году преподавал пение в школах Москвы. С 1924 года работал в различных советских учреждениях, пел в церковном хоре.
27 июля 1934 года рукоположён во диакона к храму мучеников Адриана и Наталии в Лосиноостровской под Москвой (ныне в черте Москвы). В августе рукоположён во священника в том же храме. Ревностно исполнял обязанности пастыря, был известен как усердный молитвенник и подвижник. Позднее на следствии свидетели рассказывали, что по молитвам священника происходили исцеления.
Первый арест
Арестован 1 апреля 1935 года по обвинению в антисоветской агитации. Заключён в Бутырскую тюрьму. Виновным себя не признал. Был приговорён к трём годам ИТЛ в Бурминском отделении Карагандинского лагеря, где работал заведующим фуражным складом.
Второй арест и мученическая кончина
Арестован вторично в лагере 1 сентября 1937 года по групповому делу епископа Дамаскина (Цедрика). Обвинён в том, что, «будучи заключенным и отбывая наказание в Карлаге НКВД… продолжал свою контрреволюционную деятельность, выражавшуюся в том, что собирались… Цедрик, Моринский и Лилов и устраивали пение молитв в здании почтовой экспедиции, с Горячевым неоднократно устраивали чтение вечерних молитв, а также убеждали заключенного не отказываться от священного сана». Виновным в «контрреволюционной деятельности» себя не признал.
Расстрелян по постановлению тройки УНКВД по Карагандинской области от 10 сентября 1937 года вместе с епископом Дамаскином, Евфимием (Горячевым) и другими.

## Канонизация
Причислен к лику святых новомучеников и исповедников Российских для общецерковного почитания Деянием Юбилейного Архиерейского Собора Русской Православной Церкви, проходившего 13—16 августа 2000
года в г. Москве.
День памяти: 2/15 сентября и в Соборе новомучеников и исповедников Российских.